# Yannick Djaló
Yannick dos Santos Djaló (Bissau, 5 de maio de 1986) é um futebolista português de origem guineense que actua como avançado. Foi casado com Luciana Abreu, com quem teve duas filhas.

## Carreira

### Sporting CP
Nascido em Bissau, nasceu para o mundo do futebol através das camadas jovens do Sporting Clube de Portugal, fez a sua estreia na primeira divisão a 16 de Setembro de 2006, jogando a segunda metade de uma derrota caseira (0-1) com o Paços de Ferreira. Provou ser um jogador de qualidade, muitas vezes saindo do banco, aparecendo também na campanha europeia dos "leões", renovando o seu contrato com o Sporting até 2013.
A 6 de Abril de 2008, após uma ausência de quatro meses devido a lesão, marcou os dois golos da vitória em casa (2-0) sobre o Sporting de Braga, tendo já marcado na semana anterior, saindo do banco, na vitória fora sobre a Naval 1º de Maio. Terminou a época 2007/08 em boa forma, a marcando o único golo da vitória em Paços de Ferreira, que se mostrou crucial para manter o segundo lugar leonino no campeonato. Na Taça de Portugal da temporada, marcou duas vezes numa emocionante vitória por 5-3 na semifinal da competição sobre o rival Benfica.
A 16 de Agosto de 2008, marcou os dois golos da vitória do Sporting sobre o então campeão em título FC Porto, vencendo a Supertaça Cândido de Oliveira pelo segundo ano consecutivo. Durante a temporada 2009/10, foi uma figura ofensiva sempre presente, na frente ou nas alas. A 2 de Abril de 2010, marcou o primeiro hat-trick da sua carreira, na vitória sobre o Rio Ave (5-0) no Estádio José Alvalade.
A 26 de Agosto de 2010, marcou no minuto 90 e ajudou os "leões" a vencer o Brøndby IF por 3 a 0, depois de perder 0-2 em casa, qualificando assim, para a fase de grupos da Liga Europa.

### Transferência para o Nice cancelada
A 31 de Agosto de 2011, o último dia da janela de transferências de verão, deixou o Sporting, assinando pelo Nice da primeira divisão francesa por 6 milhões de euros. A 7 de Setembro, a FIFA decidiu que a transferência seria anulada devido a esta ser concluída após o encerramento da janela de transferências, acabando o Nice por recorrer da decisão.
Depois da FIFA não tomar qualquer acção ao recurso do clube, a 28 de Setembro, o executivo do Nice, Julien Fournier,  anunciou que o clube iria levar o caso ao Tribunal Arbitral do Desporto. Duas semanas depois, o recurso do clube francês foi rejeitado, o que significava que Djaló não podia representar o Nice até Janeiro de 2012. No dia seguinte à decisão do TAS, Fournier afirmou à Rádio Renascença que o jogador estaria de regresso ao Sporting.

### SL Benfica
A 30 de Janeiro de 2012, assinou um contrato de quatro anos e meio com o Sport Lisboa e Benfica, após ter sido um jogador livre por seis meses, quando abandonou o Sporting.
Em 10 de Abril de 2014 foi emprestado ao San José Earthquakes.
Em 2015 emprestado ao Mordovia Saransk, da liga russa, mas fez apenas sete jogos (e um golo).
Em fevereiro de 2016, rescindiu com o Benfica e assinou contrato com o Ratchauri Mitr Phol da Tailândia.

### Vitória FC
Yannick assinou pelo Vitória FC em agosto de 2017. Mas por conta de uma lesão grave apenas se irá estrear (se tal acontecer) na segunda metade da época, ou seja, no ano de 2018, já com 32 anos.

## Carreira internacional
Djaló escolheu representar Portugal internacionalmente, jogando nas várias camadas jovens. Doze dias após a sua exibição na Supertaça de 2008, foi convocado para a selecção AA pelo seleccionador Carlos Queiroz, não fazendo entretanto, a sua estreia.
No final de Agosto de 2010, Djaló foi chamado para dois jogos qualificativos para o Euro 2012, depois de Silvestre Varela do FC Porto, sofrer uma lesão. A 3 de Setembro, faz finalmente a sua estreia, jogando os últimos seis minutos do empate caseiro (4-4), frente ao Chipre, substituindo Hugo Almeida.

## Títulos

### Clube
Sporting
- Taça de Portugal 2006/07, 2007/08
- Supertaça Cândido de Oliveira: 2007, 2008

SL Benfica
- Taça da Liga 2011-12

### Individual
- Primeira Liga: Jogador jovem do mês: Março de 2007

## Pessoais
Nascido na Guiné-Bissau, viveu a maior parte da sua vida na capital portuguesa, Lisboa.
A 13 de Maio de 2010, casou-se com a cantora e atriz Luciana Abreu relação que durou até 2012. O casal teve a sua primeira filha, Lyonce Viktórya, no início do ano seguinte, tendo o jogador já sido pai de Christian Martim (nascido em 2008) num relacionamento com Ana Sofia Miguel. O casal teve uma segunda filha, a quem deram o nome de Lyani Viiktórya, nascida a 20 de Março de 2012.